# Trống

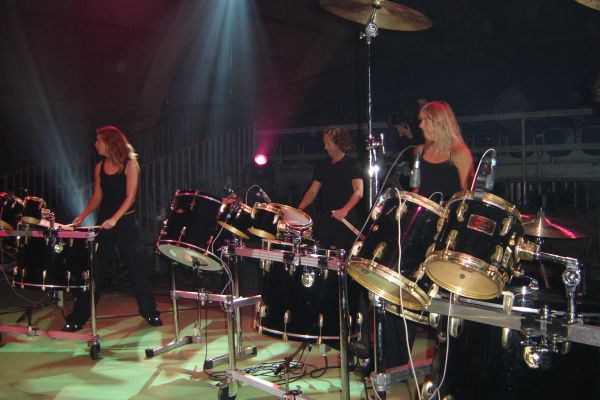
Bộ trống của ban nhạc người Hà Lan Slagerij van Kampen.

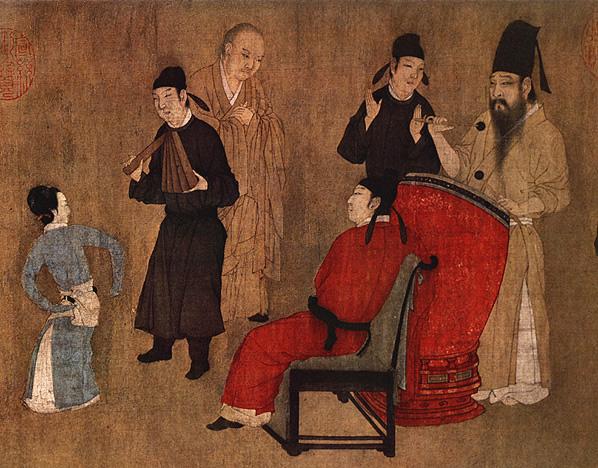
Tranh mô tả một nhạc công Trung Quốc chơi trống cho một người phụ nữ nhảy múa. Phiên bản làm lại từ thế kỷ 12 của tác phẩm tranh thế kỷ thứ 10. Tác giả: Cố Hoành Trung, đời Tống

Trống là một nhạc cụ quan trọng trong bộ gõ, nó quyết định khá nhiều về nhịp nhạc, làm cho nhạc sinh động hơn cũng như giữ nhịp cho nhạc. Nhiều bài nhạc chỉ cần trống thôi cũng đủ tạo nên bản nhạc. Trống thường to và tròn, cân đối, trống được chia làm ba phần: mặt trống, thân trống và đế trống. Để tạo ra âm thanh người ta có thể dùng ngón tay hoặc dùng dùi trống. Trống là nhạc cụ lâu đời nhất và phổ biến nhất trên thế giới, và thiết kế của nó về cơ bản vẫn hầu như không thay đổi trong hàng ngàn năm.
Một bộ trống hoàn chỉnh thường có những dụng cụ sau như trống cái có nhiệm vụ âm chính trong bộ. Những cái trống khác được gọi là trống con và chúng được cấu tạo khác nhau về bên ngoài với âm vực thấp và vừa. Thường trong một dàn trống có cả trống bongo, timpani và cymbol tạo tiếng kim loại mà hay được gọi là não bạt hay chũm chọe.

## Sử dụng
Trống thường được chơi bằng cách đánh bằng tay, hoặc với một hoặc hai dùi trống. Trong nhiều nền văn hóa truyền thống, trống có chức năng biểu tượng và được sử dụng trong các nghi lễ tôn giáo. Trống thường được sử dụng trong liệu pháp âm nhạc, đặc biệt là trống tay, vì bản chất xúc giác của chúng và khả năng dễ sử dụng.
Trong âm nhạc phổ thông, "trống" thường dùng để chỉ một bộ trống với một số chũm chọe, còn "tay trống" là để chỉ người chơi chúng.
Trống thậm chí được coi là biểu tượng của Chúa trời ở những nơi như Burundi, tại đó trống ''karyenda'' là một biểu tượng về sức mạnh của nhà vua.

## Cấu tạo

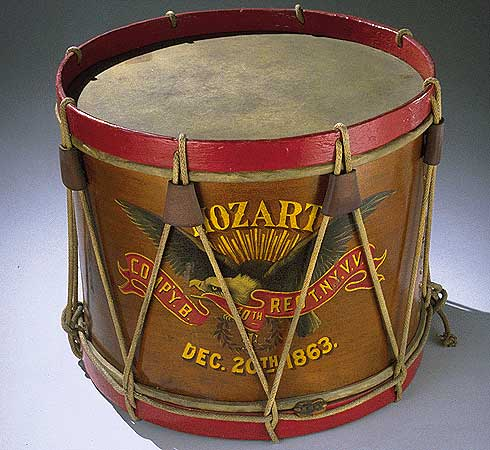
Trống của John Unger, Company B, 40th Regiment New York Veteran Volunteer Infantry Mozart Regiment, 20 tháng 11, năm 1863

Mặt của trống hầu hết là hình tròn, nhưng hình dạng của phần còn lại của thân trống rất khác nhau. Trong truyền thống âm nhạc phương Tây, hình dạng thông thường nhất là một hình trụ, ngoại lệ là timpani có hình cái bát. Các hình dạng khác bao gồm một thiết kế khung vuông (tar, Bodhrán), hình nón cụt (trống bongo, Ashiko), hình cái cốc (djembe), và hình nón cụt nối ghép (trống nói - talking drum).
Trống có cấu tạo khá đơn giản, nhưng chỉ một chút khác biệt cũng đủ để tạo ra âm thanh khác nhau. Trống thường dành cho những loại nhạc R&B, dance, jazz có cấu tạo trầm ấm sâu sắc và có tiếng vang lâu và xa. Khác với những loại trống dành cho rocker thì có cấu tạo âm sắc lạnh, bổng và rõ hơn trống thường.
Mặt trống được cấu tạo từ nhiều loại da khác nhau và được căng lên và được đóng chặt trên thành trống. Càng cứng thì âm thanh rõ hơn và trầm hơn.
Trống với vỏ hình trụ có thể được mở ở một đầu (như trong trường hợp với timbales), hoặc có thể có hai đầu trống. Trống duy nhất đầu thường dùng da phủ trên một mặt kín, hoặc trên một ống tròn rỗng. Trống có hai đầu bao gồm cả hai đầu của một vỏ hình trụ, với một lỗ nhỏ nằm giữa hai đầu. Lớp vỏ trống tạo thành hộp cộng hưởng cho âm thanh phát ra. Trường hợp ngoại lệ bao gồm khe trống châu Phi, còn được gọi là một trống gỗ, vì nó được làm từ một thân cây rỗng ruột, và trống thép Caribbean được làm từ một cái thùng kim loại. Trống nhỏ có một bộ dây đặt song song nhau ở sát dưới mặt da trống được gọi là trống lẫy (snare drum), có thể có hjai mặt da trống trên và dưới.
Tại các nhóm nhạc hiện đại và dàn nhạc, mặt trống được đặt trên phần trên trống, được dùng niềng giữ chặt vào sườn trống, với một số vít điều chỉnh sức căng đặt đồng đều xung quanh mặt tròn của trống. Độ căng của mặt trống có thể được điều chỉnh bằng cách nới lỏng hay thắt chặt các vít trên. Nhiều trống có sáu đến mười vít điều chỉnh. Âm thanh trống phụ thuộc vào nhiều yếu tố, bao gồm hình dạng, kích thước và độ dày vỏ trống, vật liệu vỏ trống, vật liệu niềng giữ, vật liệu mặt trống, sức căng mặt trống, vị trí trống, vị trí, vận tốc và góc của dùi trống khi chạm vào trống.
Trước khi phát minh của vít chỉnh sức căng mặt trống, trống da được gắn và điều chỉnh bởi hệ thống dây-như ở trống Djembe hoặc chốt và dây như trên trống Ewe. Những phương pháp này hiện nay ít được sử dụng, mặc dù đôi khi xuất hiện trên các dàn trống của ban nhạc dùng trong diễu hành. Đầu trống nói (talking drum) có thể được thắt chặt tạm thời bằng cách xiết chặt các dây kết nối hai đầu trên và dưới. Tương tự như vậy, trống tabla được điều chỉnh bằng cách gõ vào miếng sắt tròn được buộc chặt vào trống bằng dây nối từ trên xuống dưới. Trống timpani trong dàn nhạc có thể điều chỉnh nhanh chóng để có được nốt nhạc chính xác bằng cách sử dụng một bàn đạp chân.

## Lịch sử

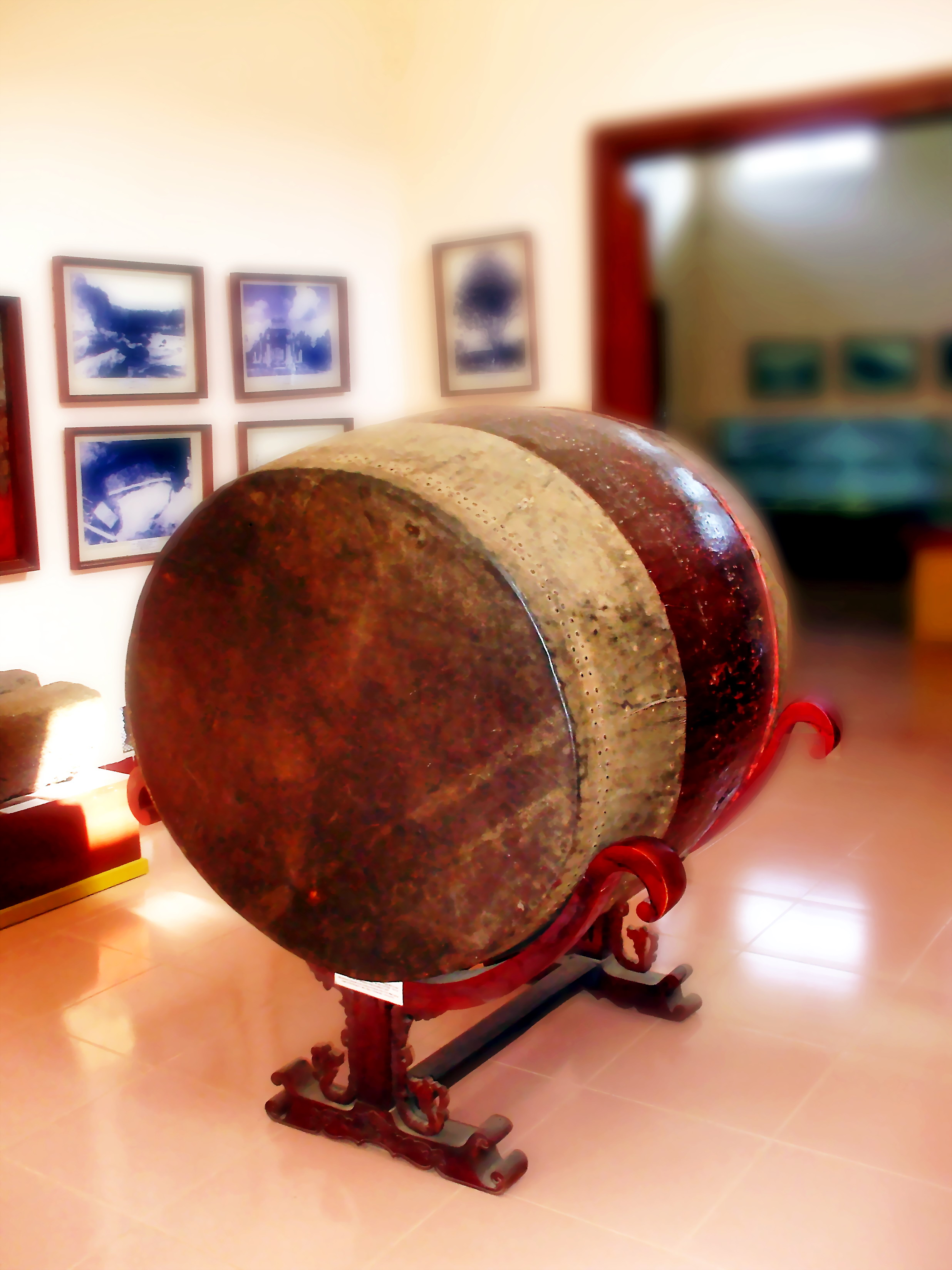
Trống trận thời Tây Sơn

Trống là nhạc cụ xuất hiện sớm nhất, từ những lúc còn sơ khai, người xưa đã biết làm trống để tạo nên âm thanh có nhịp điệu đầu tiên trong lịch sử, trống ngày xưa chỉ là một cái thùng rỗng và được phủ lớp da cứng và căng để tạo âm thanh.
Trống được làm từ da cá sấu được tìm thấy ở Trung Quốc, khoảng giai đoạn 5500–2350 TCN. Trong các ghi chép, trống được dùng trong các nghi lễ để tạo không khí thần thánh.
Trống đồng Đông Sơn được chế tác từ văn hóa Đông Sơn thời đại đồ đồng ở phía Bắc Việt Nam, bao gồm cả trống Ngọc Lũ I được trang trí tỉ mỉ hơn.
Trống luôn được sử dụng trong các lễ hội của các dân tộc thiểu số và dân Việt Nam dùng trống để khích lệ quân lính trước khi ra trận cũng như huấn luyện binh. 

### Trống nói
Trống được dùng như một công cụ truyền tin vượt qua những khoảng cách xa. Tại châu Phi, các trống nói mô phỏng các âm thanh con người phát ra. Trong lịch sử Sri Lanka trống đã được sử dụng để liên lạc giữa chính quyền và người dân, với một lịch sử trải dài hơn 2500 năm.

### Trống dùng trong quân sự
Thời cổ đại người Trung Quốc sử dụng trống tàigǔ để động viên quân đội, giúp tạo nhịp hành quân và chỉ đạo binh lính. Ví dụ, trong một cuộc chiến tranh giữa Qi và Lu năm 684 trước Công nguyên, tác dụng của trống cổ vũ tinh thần người lính đã thay đổi kết quả của một trận đánh lớn.
Quân đoàn của lính bộ binh đánh thuê Thụy Sĩ cũng sử dụng trống. Họ đã sử dụng một dạng của trống lẫy gọi là trống lẫy diễu hành, đeo trên một vai của người lính bằng dây đeo khi chơi với một tay. Tương tự trong Nội chiến Anh trống buộc dây thừng sẽ do các quân lính cấp thấp mang đi để chuyển lệnh của các sĩ quan cấp cao, tránh  tiếng ồn của trận chiến đấu. Trống được treo trên vai của tay trống và thường chơi với hai dùi trống. Các đơn vị lính khác nhau sẽ có nhịp đập trống khác nhau riêng biệt. Vào giữa thế kỷ 19, quân đội Scotland bắt đầu kết hợp các nhóm chuyên chơi trống vào Quân đoàn Highland của họ.
Trong chiến tranh thời tiền Columbo, các quốc gia Aztec đã sử dụng trống để gửi tín hiệu đến các chiến binh đang chiến đấu. Từ cho trống được tạm dịch là huehuetl.
Rig Veda, một trong những tôn giáo lâu đời nhất ở kinh thế giới, chứa một số tài liệu tham khảo để sử dụng Dundhubi (trống dùng trong chiến tranh). Bộ lạc Arya tiến vào trận theo nhịp của trống này và tụng bài thánh ca có trong Sách VI của kinh Veda và Atharva Veda. Tên của bài thánh ca đó gọi là "Nhịp trống của trận chiến".

## Các loại trống trên thế giới
| - Aburukuwa - Ashiko - Bass drum (Trống trầm) - Batá - Bedug - Bodhrán - Bongo drums - Bougarabou - Cajón - Candombe drums - Chalice drum - Chenda - Cocktail drum - Conga | - Darbuka - Damphu - Davul - Dayereh - Dhak - Dhimay - Dhol - Dholak - Djembe - Doumbek - Dunun - Ewe Drums - Frame drum - Goblet drum | * Hand drum - Ilimba drum - Karyenda - Kpanlogo - Lambeg drum - Log drum - Madal - Mridangam - Repinique - Side drum (Marching snare drum) - Slit drum - Snare drum (Trống lẫy) - Steelpan (Steel drum) - Surdo | - Tabor - Tamborim - Tambourine - Taiko - Tabla - Talking drum - Tapan - Tar - Tavil - Tenor drum - Timbales - Timpani - Tombak - Tom-tom drum - Tongue drum - Trống cơm - Trống đồng Đông Sơn |